# Claus Christiansen
Claus Christiansen (Glostrup, 1967. október 19. –) Európa-bajnok dán válogatott labdarúgó.

## Pályafutása

### Klubcsapatban
Pályafutása során egyetlen csapatban játszott. 1986 és 1996 között a Lyngby színeiben 237 mérkőzésen lépett pályára és 4 gólt szerzett. 1990-ben pedig megnyerte a dán labdarúgókupát, 1992-ben pedig bajnoki címet szerzett.

### A válogatottban
1991 és 1993 között 5 alkalommal szerepelt a dán válogatottban. Tagja volt az 1992-es Európa-bajnokságon győztes válogatott keretének.

## Sikerei, díjai
Lyngby BK
- Dán bajnok (1): 1991–92
- Dán kupagyőztes (1): 1989–90
- Intertotó-kupa (1): 1992

Dánia
- Európa-bajnok (1): 1992